# Trạng nguyên (cây)
Trạng nguyên hay nhất phẩm hồng (danh pháp hai phần: Euphorbia pulcherrima) (Euphorbia pulcherrima) là một loài thực vật có tính thương mại quan trọng của họ spurge đa dạng (Euphorbiaceae). Là một giống bản địa Trung Mỹ, nó được mô tả là một loài mới vào năm 1834. Nó đặc biệt nổi tiếng với tán lá màu đỏ và màu xanh lá cây và được sử dụng rộng rãi trong việc trưng bày hoa Giáng sinh. Tên tiếng Anh pointsettia thông dụng của nó từ Joel Roberts Poinsett, Bộ trưởng Hoa Kỳ đầu tiên ở Mexico, người có công trong việc giới thiệu loài cây này đến Hoa Kỳ vào những năm 1820. Cây trạng nguyên là cây bụi hoặc cây nhỏ, có chiều cao 0,6–4 m (2,0–13,1 ft). Mặc dù thường được tuyên bố là có độc tính cao, trạng nguyên không gây nguy hiểm cho vật nuôi hoặc trẻ em. Tiếp xúc với cây, thậm chí tiêu thụ, thường không có hậu quả gì lớn, mặc dù nó có thể gây buồn nôn, nôn mửa hoặc tiêu chảy.
Cây trạng nguyên hoang dã xuất hiện từ Mexico đến Guatemala, mọc trên các sườn dốc ở giữa, Thái Bình Dương. Tuy nhiên, một dân số ở bang Guerrero của Mexico nằm sâu trong đất liền hơn nhiều, và được cho là tổ tiên của hầu hết dân số được canh tác. Quần thể trạng nguyên hoang dã bị chia cắt mạnh, vì môi trường sống của chúng đang bị phá rừng phần lớn không được kiểm soát. Chúng được người Aztec trồng để sử dụng trong y học cổ truyền. Chúng trở nên gắn liền với kỳ nghỉ Giáng sinh và là đồ trang trí theo mùa phổ biến. Mỗi năm ở Mỹ, khoảng 70 triệu cây trạng nguyên của nhiều giống được canh tác được bán trong khoảng thời gian sáu tuần. Nhiều trong số những cây trạng nguyên này được phát triển bởi doanh nghiệp gia đình Ecke, phục vụ một nửa thị trường trên toàn thế giới và 70% thị trường Hoa Kỳ.
Trong tiếng Nahuatl, loài cây này được gọi là Cuitlaxochitl, có nghĩa là hoa phân. Tên gọi này có lẽ là do các loài chim ăn hạt và sau đó chúng đã nảy mầm từ phân chim.

## Miêu tả
Trạng nguyên là loài cây bụi hay cây thân gỗ nhỏ, thông thường cao 0,6 đến 4 m (2 tới 16 ft). Các lá răng cưa màu lục sẫm dài 7–16 cm (3-6 inch). Các lá trên cùng, còn gọi là lá bắc, có màu đỏ lửa, hồng hay trắng và thường bị nhầm lẫn là hoa. Hoa thực sự là các cấu trúc nhỏ màu vàng, tìm thấy ở trung tâm của các cụm lá.

## Canh tác
Trạng nguyên rất khó cho ra hoa trở lại sau khi đã ra hoa ban đầu khi mua. Loài cây này đòi hỏi một chu kỳ dài liên tục vào ban đêm tối trời ít nhất khoảng 2 tháng về mùa thu nhằm phát triển hoa. Nếu tình cờ có ánh sáng vào ban đêm trong giai đoạn này thì cây bị thiệt hại về mặt sinh nụ. Khi tưới nước, một điều quan trọng là không tưới nhiều quá khiến nước đọng làm úng rễ. Cây trạng nguyên chỉ thích đất ẩm và không chịu được môi trường ướt sũng.

## Độc quyền thị trường hoa trạng nguyên tại Mỹ

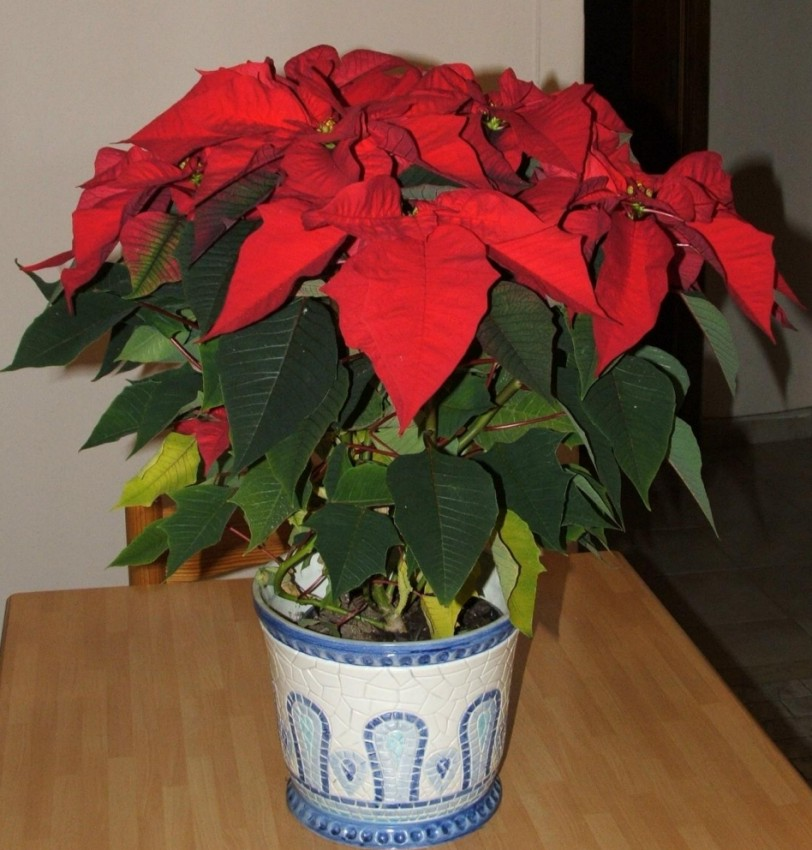
Một chậu hoa trạng nguyên trong nhà

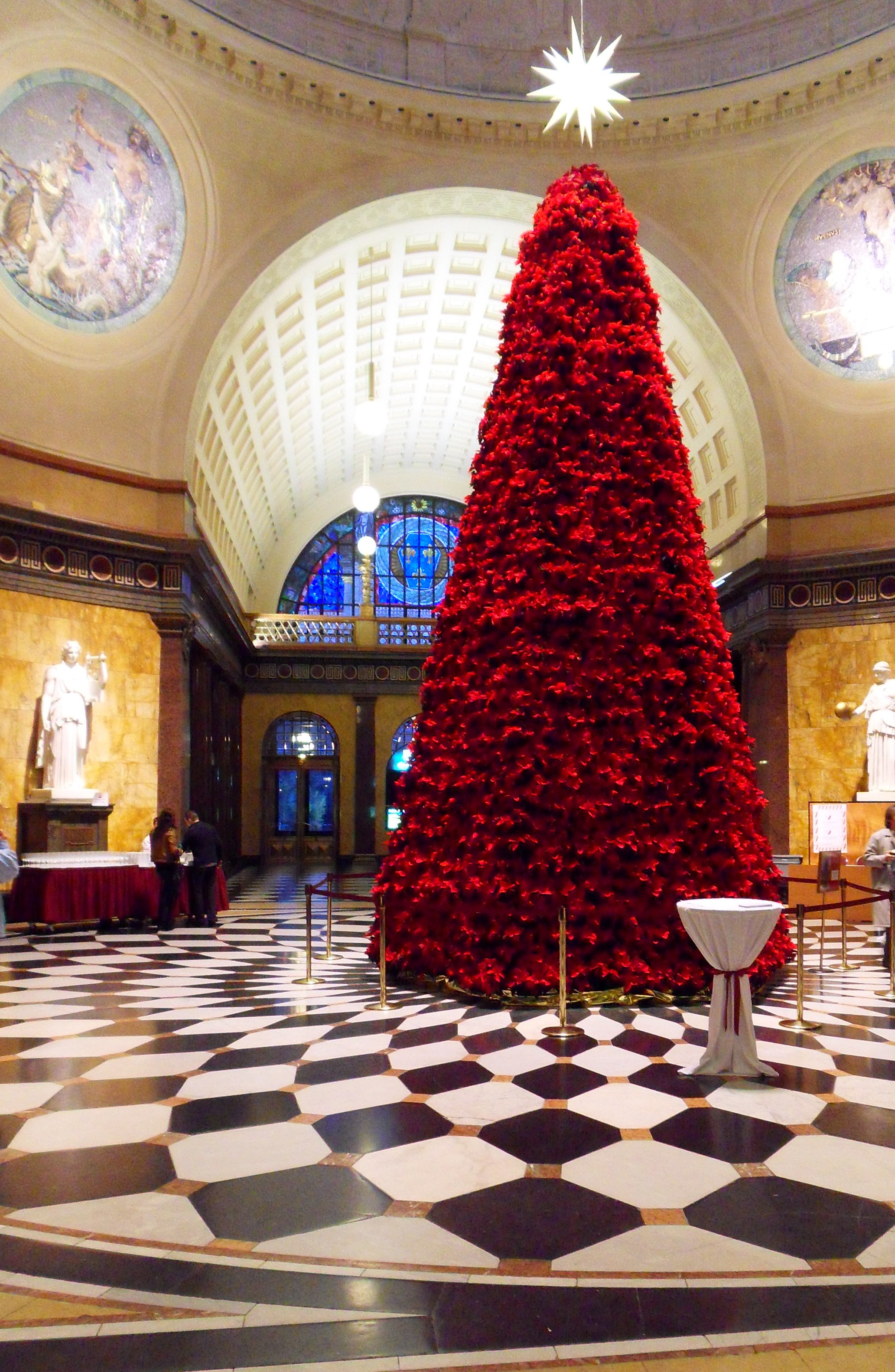
Một cây Giáng sinh được ghép từ nhiều cây hoa trạng nguyên tại Wiesbaden, Đức, 2009

Cho tới khoảng năm 1981, gia đình Paul Ecke tại Encinitas, California, đã độc quyền tạo giống lai cây trạng nguyên tại Hoa Kỳ. Lý do đơn giản là bí mật công nghệ của gia đình này làm cho các giống trạng nguyên của những trại khác không thể so sánh và cạnh tranh được với các giống do gia đình này cung cấp. Một trong những điểm then chốt để thu lợi nhuận từ trạng nguyên là làm sao cho cây có thể ra nhiều cành từ một thân, tạo ra cây có hình dáng đầy đặn và sặc sỡ hơn. Kỹ thuật của Ecke cho phép ghép 2 loài trạng nguyên với nhau mà tạo cây con với dáng rậm cành và đầy đặn ở tỷ lệ gần như tuyệt đối. Khoảng năm 1990 công thức bí mật này đã được các nhà nghiên cứu ở trường đại học kiểm chứng và công bố rộng rãi. Đến nay, loại cây lai được mọi người ưa thích đều xuất phát dùng kỹ thuật này (Crossen, 2000).

## Ở Việt Nam
Ở Việt Nam, trạng nguyên đỏ được trồng rất phổ biến do loài này cho hoa đẹp, lại nở vào mùa Xuân (thường hay dùng trang trí Tết) một mùa ít có hoa lại có thể nhân giống dễ dàng bằng giâm cành. Hiện tại ngoài màu đỏ truyền thống, các nhà vườn cũng đã nhập về, nhân giống và bán rộng rãi các loài có hoa màu khác, dáng lùn và đẹp hơn.

### Độc tính theo đồn đại
Tại Hoa Kỳ và có lẽ ở một vài nơi khác, có một quan niệm sai phổ biến là trạng nguyên có độc tính. Nguồn gốc của điều này có lẽ là do trên thực tế phần lớn các loài trong chi đại kích có chứa chất độc và có lẽ là do tên gọi của nó trong tiếng Anh (poinsettia) tương tự như từ poison (chất độc). Quan niệm sai này được lan truyền từ những lời đồn đại năm 1919 về một đứa trẻ 2 tuổi đã chết sau khi ăn lá trạng nguyên. Trong khi một sự thật là lá cây này không phải là độc, nhưng những người nhạy cảm với nhựa mủ (latex) có thể bị dị ứng và vì thế tốt nhất không nên đem cây trạng nguyên vào nhà đối với những người nhạy cảm. Nếu ăn phải lá trạng nguyên, đôi khi người hay động vật bị tiêu chảy hoặc nôn mửa .

## Trong truyền thuyết
Một truyền thuyết Mario giải thích tại sao trạng nguyên lại gắn liền với Lễ Sinh Nhật. Chuyện kể rằng một đứa trẻ không thể kiếm được quà tặng cho Chúa Giê-su trong đêm Nô en đã nhổ nhiều cây cỏ dại mọc ven đường. Đứa trẻ biết rằng nếu một món quà khiêm tốn được trao tặng với một tình yêu, sẽ được chấp nhận trong mắt Chúa. Khi mang nó tới nhà thờ, những cây cỏ dại này nở ra thành các bông hoa đỏ và lục và giáo đoàn cảm nhận rằng họ đã chứng kiến một phép màu kỳ diệu của Chúa.
Người Aztec cổ đại coi trạng nguyên là biểu tượng của sự trong sạch. Hàng thế kỷ sau, những người Mexico theo Cơ đốc giáo đầu tiên đã chấp nhận trạng nguyên như là hoa Nô en cao quý của họ. Trạng nguyên Mexico, còn được biết đến như là hoa Nô en, hoa Giáng sinh (Christmas flower) tại Bắc Mỹ, được sử dụng trong nhiều như hoa trang trí trong dịp lễ Giáng sinh.

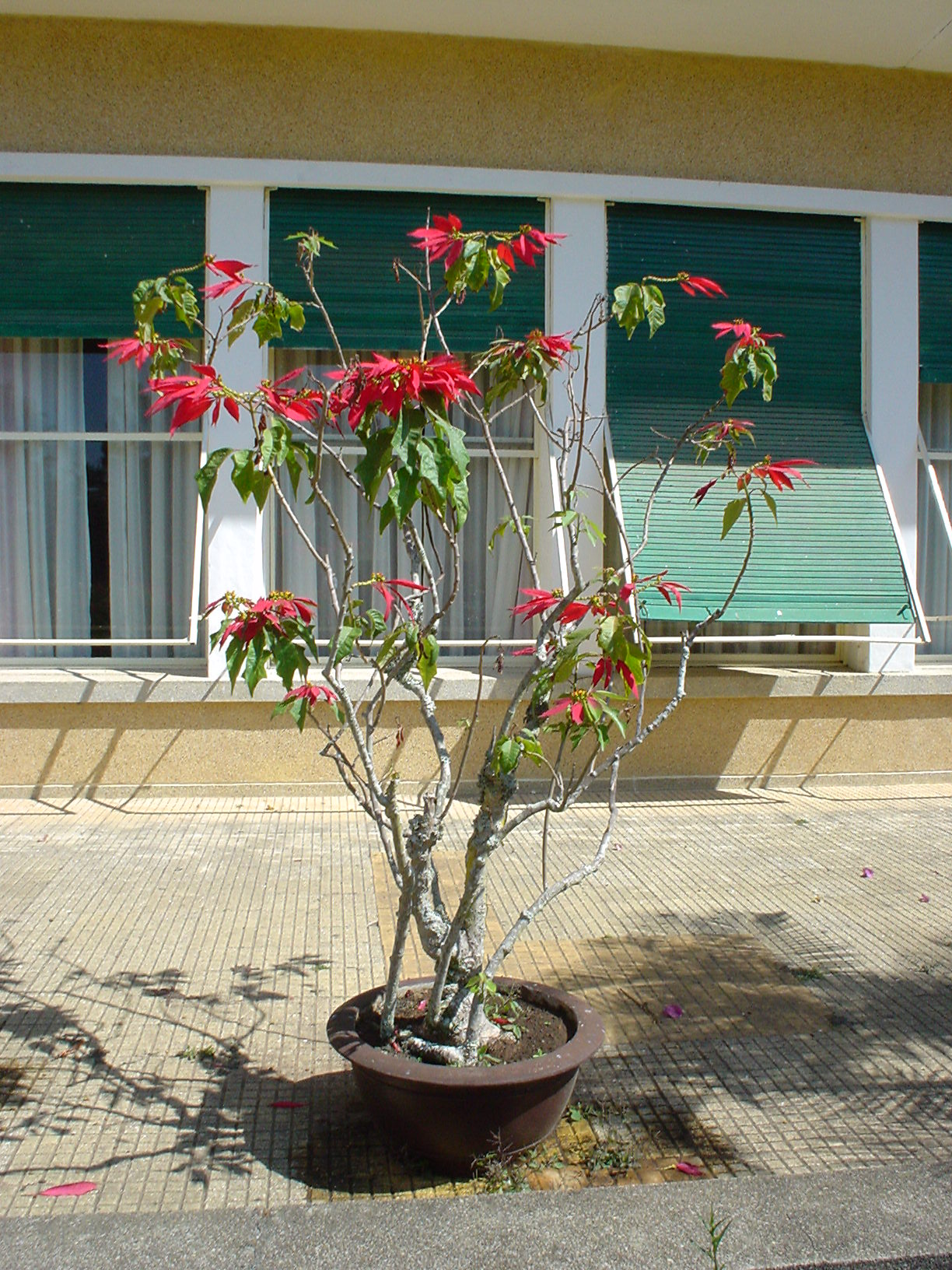
Hoa Trạng nguyên được tạo dáng cây cảnh ở Việt Nam

Tại Thổ Nhĩ Kỳ, trạng nguyên được gọi là "hoa Ataturk", do trạng nguyên là loài hoa ưa thích của Ataturk, người sáng lập ra Thổ Nhĩ Kỳ ngày nay.

## Một vài hình ảnh

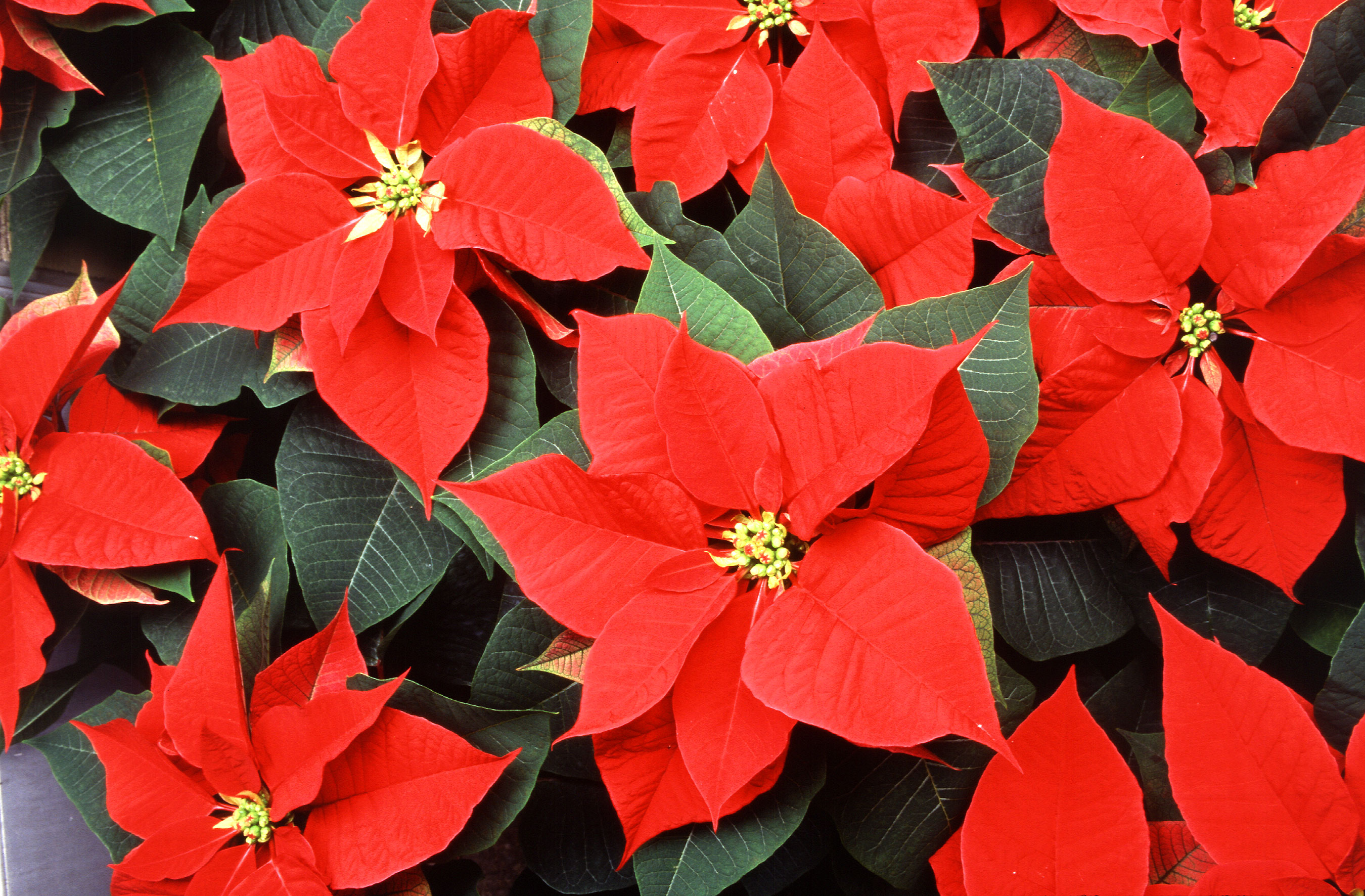
Các lá màu đỏ tươi tương tự như các cánh hoa, làm cho các cụm hoa ở tâm trông nhỏ bé đi.
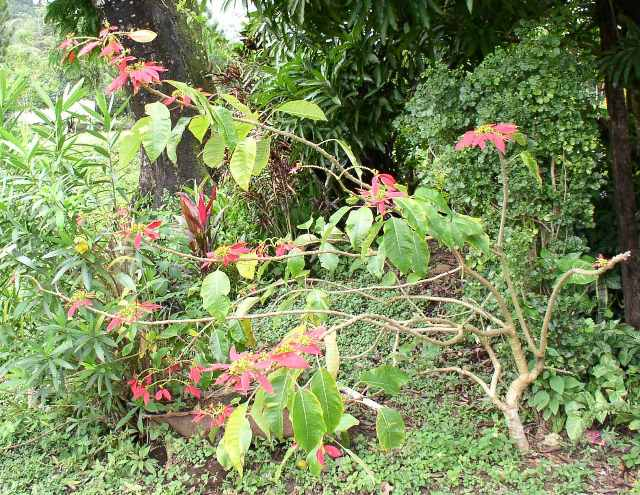
Bụi cây trạng nguyên
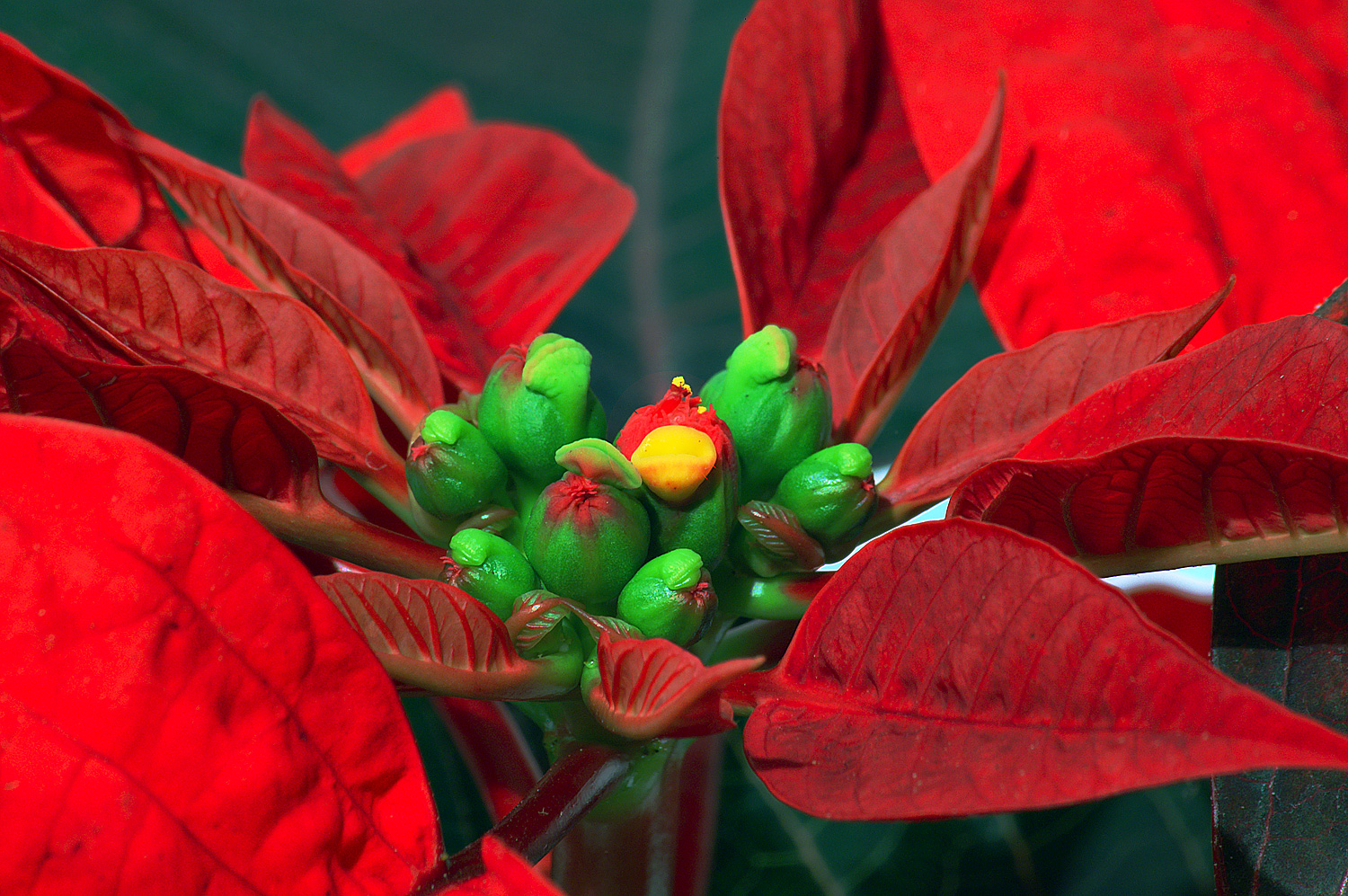
"Hoa" trạng nguyên chụp gần
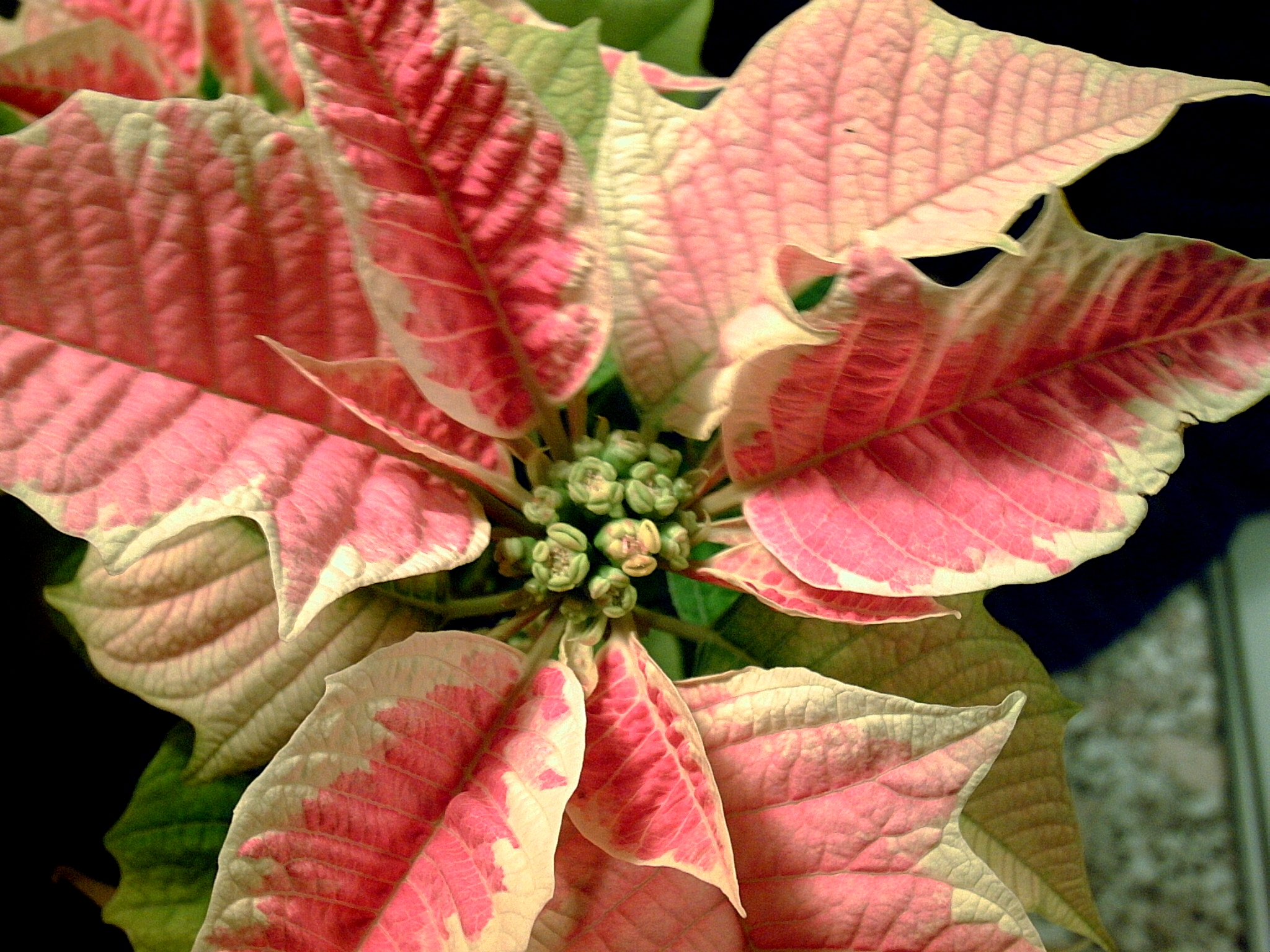
Trạng nguyên hồng thắm